# ألواح الخطة الإلهية
ألواح الخطّة الإلهيّة تشمل مجموعة من 14 لوحٍ (رسالةٍ) كُتبت من الفترة من آذار/ مارس 1916م إلى آذار/ مارس 1917م بواسطة عبد البهاء إلى البهائيّين في الولايات المتّحدة الأمريكيّة وكندا. طُبعت تلك الألواح في عدّة كتبٍ. أوّل خمسة مجلّداتٍ طُبعت في أمريكا في مجلّة Star of the West [نجمة الغرب]، المجلّد السّابع، رقم 10 في 8 أيلول/ سبتمبر 1918م. وثمّ من بعد الحرب العالميّة الأولى، نُشرت جميعها في المجلّد التّاسع، رقم 14 في 23 تشرين الثّاني/نوفمبر 1918م. وذلك من قبل أن تُقدَّم وتُعرَض مرّةَ أخرى في جلسات عيد الرّضوان عام 1919م.
كُتبت أربعةٌ من الألواح هذه موجّهةَ للجامعة البهائيّة في أمريكا الشّماليّة، والألواح العشر الأخرى الإضافيّة كُتبت موجّهةَ إلى خمسة أجزاءٍ معيّنةٍ من تلك الجامعة. أُعطى للّذين استلموا تلك الألواح دورًا هامًّا في القيادة في تأسيس أمور الجامعة البهائية في أنحاء العالم بواسطة الهجرة وتبليغ الأمر البهائيّ في البلدان والأقاليم والجزر العديدة المذكورة فيها.
مجموعة الألواح هذه، بالإضافة إلى لوح الكرمل المنزل من قلم بهاءالله. وأيضًا، ألواح وصايا عبد البهاء، وصف شوقي أفندي جميعها بعنوان الدّساتير الثّلاث للنّظام الإداريّ البهائيّ.